# Борщ з вушками
Борщ з ву́шками — різновид борщу, до складу якого входять невеличкі варенички — «вушка» із пісного (без яєць) тіста з начинкою. Для начинки використовують підготовлені гриби, засмажені з цибулею, інколи — чорнослив, начинку із оселедця. Є однією з традиційних страв української кухні, яку готують до Різдва.

## Рецепти і приготування
Борщ з вушками за рецептом Зеновії Клиновецької
Зварить юшку з коріння, з грибів та гвоздики, підсмажить на олії дрібно покришену цибулю, вийняти і покришить гриби з зеленою петрушкою й смаженою цибулею, посолить, додати перцю й ліпить з цією начинкою вушка. Хвилин через пять, перед тим, як подавати, борщ заправляється смаженою цибулею з кришеним кропом, які зварено окремо в ложці борщу. Закидаються також зварені в солоному окропі вушки.
Борщ з вушками за рецептом Дарії Цвєк
Борщ: 2–3 буряки, цибуля, петрушка, морква, скибка капусти, 1 ложка олії, 1 ложка борошна, 2 сушені гриби, буряковий квас, сіль, цукор, лавровий листок.
Буряковий квас: червоний буряк, часник, сіль, вода, скибка чорного хліба.
Тісто для вушок: 300 г борошна, вода.
Начинка  з оселедцем: оселедець, цибуля, 1 ложка олії, 1—2 ложки мелених сухарів із булки, сіль, перець.
Начинка з грибами: 50 г сушених білих грибів, цибуля, 1 ложка олії, сіль, перець
Буряковий квас приготувати так: буряки почистити, помити, нарізати на дрібні частинки, скласти в літрову банку, залити холодною водою, щоб вода тільки вкрила їх, покласти скоринку з чорного хліба і зав'язати марлею. Залишити в теплому місці, впродовж 6–7 днів, поки квас не стане приємного смаку. Буряковий квас можна використовувати не тільки для борщу, його можна і пити.
Буряки та овочі почистити, гриби помити. Буряки нарізати на частини і разом з овочами та грибами покласти в окріп (2 л). Варити на повільному вогні під щільно накритою покришкою допоки не приготується. Варені буряки протерти на грубій тертці, скропити буряковим квасом або розведеною водою лимонною кислотою. Борошно запражити на олії до світлого кольору, заправити борщ, довести до кипіння й посолити. Тоді зняти з вогню, влити буряковий квас, додати буряки, лавровий листок (на 5 хв.) і дати борщу настоятися. Для поліпшення смаку додати до борщу трохи цукру. Перед подачею на стіл розкласти у тарелях вушка і залити борщем. Цей борщ сметаною не заправляти.
Вушка приготувати так: борошно просіяти і теплою водою замісити тісто. Місити довго, поки воно не стане еластичним. Тонко його розкачати, нарізати на смужки, тоді на квадрати 4×4 см, покласти начинку, скласти в трикутник і заліпити спочатку трикутником, а потім зліпити протилежні кутики у вигляді вушка. Розкласти на дошку, посипану борошном, і прикрити, щоб не висихали. Варити у великій кількості окропу, не накриваючи покришкою. Коли вушка спливуть наверх і набухнуть, вибрати їх на друшляк, сполоснути зимною водою, дати щоб стекла вода, перекласти в миску, посолити, полити олією, щоб не злипалися, накрити і до подачі на стіл тримати на водяній бані.
Начинка для вушок з оселедця: оселедець залити на ніч чаєм, тоді почистити, відділити філе від кісток, дуже дрібно посікти. Посічену цибулю підтушкувати на олії, додати сухарі з булки, підсмажити, вимішати з оселедцем, посолити, поперчити й охолодити.
Грибова начинка до вушок: Сушені білі гриби промити та намочити в холодній воді на ніч. Зварити в тій самій воді. Як зваряться — відцідити, порізати дрібно та змішати із засмаженою на олії цибулькою. Посолити та поперчити до смаку.